# 香月修
香月 修（かつき おさむ、1948年 - ）は、日本の作曲家。佐賀県生まれ。

## 経歴
1948年生まれ。桐朋学園大学音楽学部作曲科卒業。在学中は入野義朗、別宮貞雄の両氏に師事。桐朋学園大学音楽学部で後進の指導にあたり、2015年3月退任。2013年には新国立劇場委嘱のオペラ「夜叉ヶ池」(泉鏡花原作)で作曲を担当し、同劇場で初演が行われた。日本作曲家協議会副会長。

## 主な作品
- クラリネット五重奏曲（卒業作品）
- オペラ「わらしべ長者」（日本オペラ協会委嘱作品）
- フルート、ハープ、チェロのための「トリオ」 「弦楽四重奏曲」
- ピアノ曲集「ツグミの森の物語」（島田彩乃　CD発売、配信　フォンテック）
- 「ヴィオラとピアノのための追憶の光と影」（神谷未夏 還暦記念作品 2024年8月3日初演                                            アルバム「ミモザ」として2025年6月20日配信開始 アールアンフィニ）
- 「ヴァイオリンとピアノのための哀歌」（神谷未穂2024年初演     アルバム「ミモザ」に収録）
- 「詩曲Ⅰ－独奏ヴァイオリンのための」（後に弦楽四重奏版と弦楽合奏版を作成）
- 「詩曲Ⅱ－２つのヴァイオリンとピアノのための」（ミュージック・イン・スタイル委嘱作品）
- 「詩曲Ⅲ－ピアノ四重奏のための」（アンサンブル・アコルデ委嘱作品） 「プレリュード、アリア、フィナーレ－ピアノ四重奏のための」（ガブリエルカルテット委嘱作品）
- 「詩曲Ⅳ - ピアノのための」 「子供の四季－児童合唱とオーケストラのための」

三好達治、佐藤春夫、三木露風等の詩による歌曲作品はこれまで数多くの歌手のリサイタル等で演奏されている。